# Asienspiele 2018/Taekwondo
Bei den Asienspielen 2018 in Jakarta, Indonesien, wurden vom 19. bis 23. August 2018 insgesamt 14 Wettbewerbe im Taekwondo ausgetragen, je sieben für Männer und Frauen. Diese teilten sich zudem auf zehn Wettbewerbe im Vollkontakt-Kampf (Kyorugi) und vier Wettbewerbe im Formenlauf (Pumsae) auf. Erfolgreichste Nation war Südkorea, dessen Sportler fünf Gold-, fünf Silber und zwei Bronzemedaillen gewannen.

## Kyorugi

### Männer

#### Bis 58kg
| Platz | Land       | Athlet             |
| ----- | ---------- | ------------------ |
| 1     | Südkorea   | Kim Tae-hun        |
| 2     | Usbekistan | Niyaz Pulatov      |
| 3     | Japan      | Sergio Suzuki      |
| 3     | Iran       | Farzan Ashourzadeh |

Der Wettbewerb wurde am 20. August ausgetragen.

#### Bis 63kg
| Platz | Land              | Athlet             |
| ----- | ----------------- | ------------------ |
| 1     | Iran              | Mirhashem Hosseini |
| 2     | China             | Zhao Shuai         |
| 3     | Chinesisch Taipeh | Ho Chia-hsin       |
| 3     | Südkorea          | Cho Gang-min       |

Der Wettbewerb wurde am 22. August ausgetragen.

#### Bis 68kg
| Platz | Land       | Athlet                |
| ----- | ---------- | --------------------- |
| 1     | Südkorea   | Lee Dae-hoon          |
| 2     | Iran       | Amir Mohammad Bakhshi |
| 3     | Kasachstan | Yerassyl Kaiyrbek     |
| 3     | Jordanien  | Ahmad Abughaush       |

Der Wettbewerb wurde am 23. August ausgetragen.

#### Bis 80kg
| Platz | Land       | Athlet             |
| ----- | ---------- | ------------------ |
| 1     | Usbekistan | Nikita Rafalovich  |
| 2     | Südkorea   | Lee Hwa-jun        |
| 3     | Jordanien  | Saleh Al-Sharabaty |
| 3     | Kasachstan | Nurlan Myrzabayev  |

Der Wettbewerb wurde am 22. August ausgetragen.

#### Ab 80kg
| Platz | Land       | Athlet          |
| ----- | ---------- | --------------- |
| 1     | Iran       | Saeid Rajabi    |
| 2     | Usbekistan | Dmitriy Shokin  |
| 3     | Jordanien  | Hamza Kattan    |
| 3     | Kasachstan | Ruslan Zhaparov |

Der Wettbewerb wurde am 21. August ausgetragen.

### Frauen

#### Bis 49kg
| Platz | Land       | Athletin               |
| ----- | ---------- | ---------------------- |
| 1     | Thailand   | Panipak Wongpattanakit |
| 2     | Usbekistan | Madinabonu Mannopova   |
| 3     | Iran       | Nahid Kiani            |
| 3     | Japan      | Miyu Yamada            |

Der Wettbewerb wurde am 23. August ausgetragen.

#### Bis 53kg
| Platz | Land              | Athletin           |
| ----- | ----------------- | ------------------ |
| 1     | Chinesisch Taipeh | Su Po-ya           |
| 2     | Südkorea          | Ha Min-ah          |
| 3     | Kasachstan        | Fariza Aldangorova |
| 3     | Libanon           | Laetitia Aoun      |

Der Wettbewerb wurde am 20. August ausgetragen.

#### Bis 57kg
| Platz | Land        | Athletin                |
| ----- | ----------- | ----------------------- |
| 1     | China       | Luo Zongshi             |
| 2     | Südkorea    | Lee Ah-reum             |
| 3     | Philippinen | Pauline Louise Lopez    |
| 3     | Thailand    | Vipawan Siripornpermsak |

Der Wettbewerb wurde am 21. August ausgetragen.

#### Bis 67kg
| Platz | Land       | Athletin            |
| ----- | ---------- | ------------------- |
| 1     | Jordanien  | Julyana Al-Sadeq    |
| 2     | Südkorea   | Kim Jan-di          |
| 3     | China      | Zhang Mengyu        |
| 3     | Usbekistan | Nigora Tursunqulova |

Der Wettbewerb wurde am 20. August ausgetragen.

#### Ab 67kg
| Platz | Land       | Athletin         |
| ----- | ---------- | ---------------- |
| 1     | Südkorea   | Lee Da-bin       |
| 2     | Kasachstan | Cansel Deniz     |
| 3     | China      | Gao Pan          |
| 3     | Usbekistan | Svetlana Osipova |

Der Wettbewerb wurde am 21. August ausgetragen.

## Pumsae

### Männer

#### Einzel
| Platz | Land              | Athlet                |
| ----- | ----------------- | --------------------- |
| 1     | Südkorea          | Kang Min-sung         |
| 2     | Iran              | Koorosh Bakhtiyar     |
| 3     | Chinesisch Taipeh | Chen Ching            |
| 3     | Thailand          | Pongporn Suvittayarak |

Der Wettbewerb wurde am 19. August ausgetragen.

#### Mannschaft
| Platz | Land        | Athleten                                                |
| ----- | ----------- | ------------------------------------------------------- |
| 1     | Südkorea    | Han Yeong-hun Kim Seon-ho Kang Wan-jin                  |
| 2     | China       | Zhu Yuxiang Hu Mingda Deng Tingfeng                     |
| 3     | Philippinen | Dustin Jacob Mella Jeordan Dominguez Rodolfo Reyes, Jr. |
| 3     | Vietnam     | Nguyễn Thiên Phụng Lê Thanh Trung Trần Tiến Khoa        |

Der Wettbewerb wurde am 19. August ausgetragen.

### Frauen

#### Einzel
| Platz | Land       | Athletin           |
| ----- | ---------- | ------------------ |
| 1     | Indonesien | Defia Rosmaniar    |
| 2     | Iran       | Marjan Salahshouri |
| 3     | Malaysia   | Yap Khim Wen       |
| 3     | Südkorea   | Yu Ji-hye          |

Der Wettbewerb wurde am 19. August ausgetragen.

#### Mannschaft
| Platz | Land              | Athletinnen                                                       |
| ----- | ----------------- | ----------------------------------------------------------------- |
| 1     | Thailand          | Kotchawan Chomchuen Phenkanya Phaisankiattikun Ornawee Srisahakit |
| 2     | Südkorea          | Gwak Yeo-won Choi Dong-ah Park Jae-eun                            |
| 3     | Philippinen       | Juvenile Crisostomo Rinna Babanto Janna Oliva                     |
| 3     | Chinesisch Taipeh | Chen Hsiang-ting Chen Yi-hsuan Lin Kan-yu                         |

Der Wettbewerb wurde am 19. August ausgetragen.

## Medaillenspiegel
| Platz | Land              | Gold | Silber | Bronze | Gesamt |
| ----- | ----------------- | ---- | ------ | ------ | ------ |
| 01    | Südkorea          | 5    | 5      | 2      | 12     |
| 02    | Iran              | 2    | 3      | 2      | 7      |
| 03    | Thailand          | 2    | —      | 2      | 4      |
| 04    | Usbekistan        | 1    | 3      | 2      | 6      |
| 05    | China             | 1    | 2      | 2      | 5      |
| 06    | Chinesisch Taipeh | 1    | —      | 3      | 4      |
| 06    | Jordanien         | 1    | —      | 3      | 4      |
| 08    | Indonesien        | 1    | —      | —      | 1      |
| 09    | Kasachstan        | —    | 1      | 4      | 5      |
| 10    | Philippinen       | —    | —      | 3      | 3      |
| 11    | Japan             | —    | —      | 2      | 2      |
| 12    | Libanon           | —    | —      | 1      | 1      |
| 12    | Malaysia          | —    | —      | 1      | 1      |
| 12    | Vietnam           | —    | —      | 1      | 1      |